# Spartak Vysotsjin

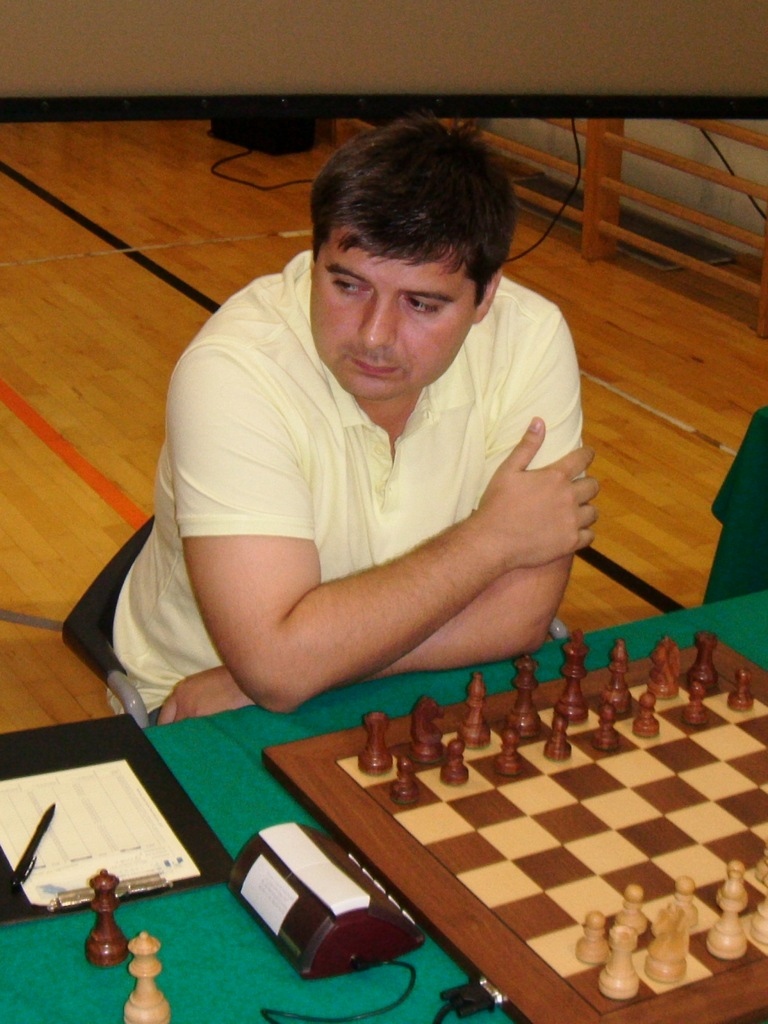
Spartak Vysotsjin

Spartak Leonidovitsj Vysotsjin (Oekraïens: Спартак Леонідович Височин) (Kiev, 30 april 1975) is een Oekraïense schaker met een FIDE-rating van 2531 in 2006; ook in 2015 is dit zijn rating. Hij is een grootmeester.
Van 29 oktober t/m 6 november 2005 speelde hij mee in het toernooi om het Beieren open dat na de tie-break door Aleksandar Deltsjev met 7½ uit 9 gewonnen werd. Vysotsjin eindigde eveneens met 7½ uit 9 op de vierde plaats.